# Turrican (серия игр)
Turrican — серия видеоигр в жанре беги и стреляй, разработанная компанией Factor 5 для ряда домашних компьютеров и игровых консолей.
Первая игра серии, Turrican, была разработана Манфредом Трензом в 1989 году для компьютера Commodore 64. Манфред разработал игру практически в одиночку, за исключением музыки и звуковых эффектов, выполненных Крисом Хюльсбеком.
Впоследствии игра была портирована на другие компьютеры и на игровые консоли, а также получила несколько продолжений. Последней официальной игрой серии стала Super Turrican 2 для SNES, выпущенная в 1994 году. Компания-разработчик неоднократно начинала разработку продолжений для более современных систем и с использованием трёхмерной графики, но все эти проекты были закрыты по разным причинам.
Помимо официальных игр серии поклонниками были созданы неофициальное продолжение для Commodore 64 и несколько ремейков.

## Игры серии
Основная серия
- Turrican
- Turrican II: The Final Fight
- Mega Turrican / Turrican 3: Payment Day
- Super Turrican (NES)
- Super Turrican
- Super Turrican 2 (SNES)

Не были выпущены
- Turrican 3D
- Thornado
- Next-gen Turrican

Неофициальные проекты
- Hurrican